# Американська незалежна партія
Американська незалежна партія (American Independent Party) — це ультраправа політична партія в Сполучених Штатах, яка була заснована в 1967 році. Партія найбільш відома тим, що висунула колишнього губернатора штату Алабама Джорджа Воллеса як кандидата у президенти Сполучених штатів під час президентських виборах 1968 року.